# Grande-Saline
Grande-Saline est une commune d'Haïti, située dans le département de l'Artibonite, arrondissement de Dessalines, au nord de Port-au-Prince.

## Géographie
Le site de la commune de Grande-Saline est entouré de marais salants, tandis que le bourg chef-lieu se trouve à l'embouchure du fleuve Artibonite (fleuve).

## Démographie
La commune est peuplée de 23 236 habitants(recensement par estimation de 2015).

## Administration
La commune est composée d'une seule section communale de « Poteneau ».

## Économie
L'activité de la pêche, le riz et le sel contribuent à l'économie locale.